# (100120) 1993 OW4
(100120) 1993 OW4 es un asteroide perteneciente al cinturón de asteroides, descubierto el 20 de julio de 1993 por Eric Walter Elst desde el Observatorio de La Silla, Chile.